# 里希特峰
71°20′S 70°21′W / 71.333°S 70.350°W
里希特峰（英語：Richter Peaks）是南極洲的山峰，位於亞歷山大一世島中部，處於沃爾頓山脈南端附近，海拔高度約1,385米，以帕爾默站的生物學家命名，現時由南極條約體系管理。